# Гланаман
Глана̀ман (на английски: Glanamman; на уелски: Glanaman) е малък град в Южен Уелс, графство Кармартъншър. Разположен е около река Аман на около 60 km на северозапад от столицата Кардиф. На около 25 km на северозапад от Гланаман се намира главният административен център на графството Кармартън. Основните отрасли в икономиката на града са селското стопанство и добивът на каменни въглища. Има жп гара. Населението му е около 2000 жители според данни от преброяването през 2001 г.

## Побратимени градове
- Пулдьорга, Франция